# Ratusz w Policach
Ratusz w Policach – ratusz miejski, znajdujący się dawniej w Policach. Zniszczony pod koniec II wojny światowej.
Dwukondygnacyjny budynek z podpiwniczeniem, wzniesiony w 1906 roku, znajdował się przy ulicy Grunwaldzkiej (Hindenburgstrasse), pomiędzy ulicami Kołłątaja (Schützenstrasse) i Sikorskiego (Barnimallee). Składał się z trzech skrzydeł, główne wejście oraz front znajdowały się od strony ul. Grunwaldzkiej. W ratuszu mieściła się siedziba władz miejskich i urzędów, kasa miejska, sąd, areszt i muzeum miejskie.
Obiekt został zbombardowany podczas nalotu na Police 13 stycznia 1945 roku. Pozostałe ruiny rozebrano po wojnie.